# Olle Zachrison
Olle Zachrison, född 24 juni 1975 i Vällingby församling i Stockholm, är en svensk journalist. Han är nyhetsbeställare på Sveriges Radio. Han var chef för Ekot januari  2016 – november 2019 och var tidigare redaktionschef på Svenska Dagbladet.

## Karriär
Zachrison har en bakgrund som frilans och på TV4 Nyheterna och SR Ekot. År 2004 anställdes han av Finansnytt i TV8. Han blev senare nyhetschef på Finansnytt, vilket han var fram till nedläggningen 2007. Efter nedläggningen var Zachrison reporter och krönikör för E24.se och Svenska Dagbladet.
År 2010 blev Zachrison chef för SvD Näringsliv. Han vann 2012 Stora journalistpriset  i kategorin Årets Förnyare för sitt arbete med Räntekartan på SvD.se.
Mellan oktober 2013 och december 2015 var han redaktionschef på Svenska Dagbladet.
I ett pressmeddelande den 17 november 2015 meddelade Sveriges Radio att Zachrison skulle bli ny chef för Ekot. Han tillträdde tjänsten i januari 2016.
Zachrison blev i november 2019 ansvarig för digital nyhetsstrategi  och sedan nyhetsbeställare på SR. 2023 var han Chef för AI och nyhetsstrategi på SR med företagsövergripande ansvar för AI-implementering och strategiska nyhetssatsningar, men i april 2025 rekryterades han till BBC som senior news editor AI.
Han grundade år 2020 branschnätverket Nordic AI Journalism tillsammans med Agnes Stenbom från Schibsted. 2024 mottog de två Svenska Unescopriset "för sitt innovativa arbete inom den ideella organisationen Nordic AI Journalism, som starkt bidragit till att etablera ett etiskt och transparent arbetssätt för användning av AI inom journalistiken."